# Calendario romano

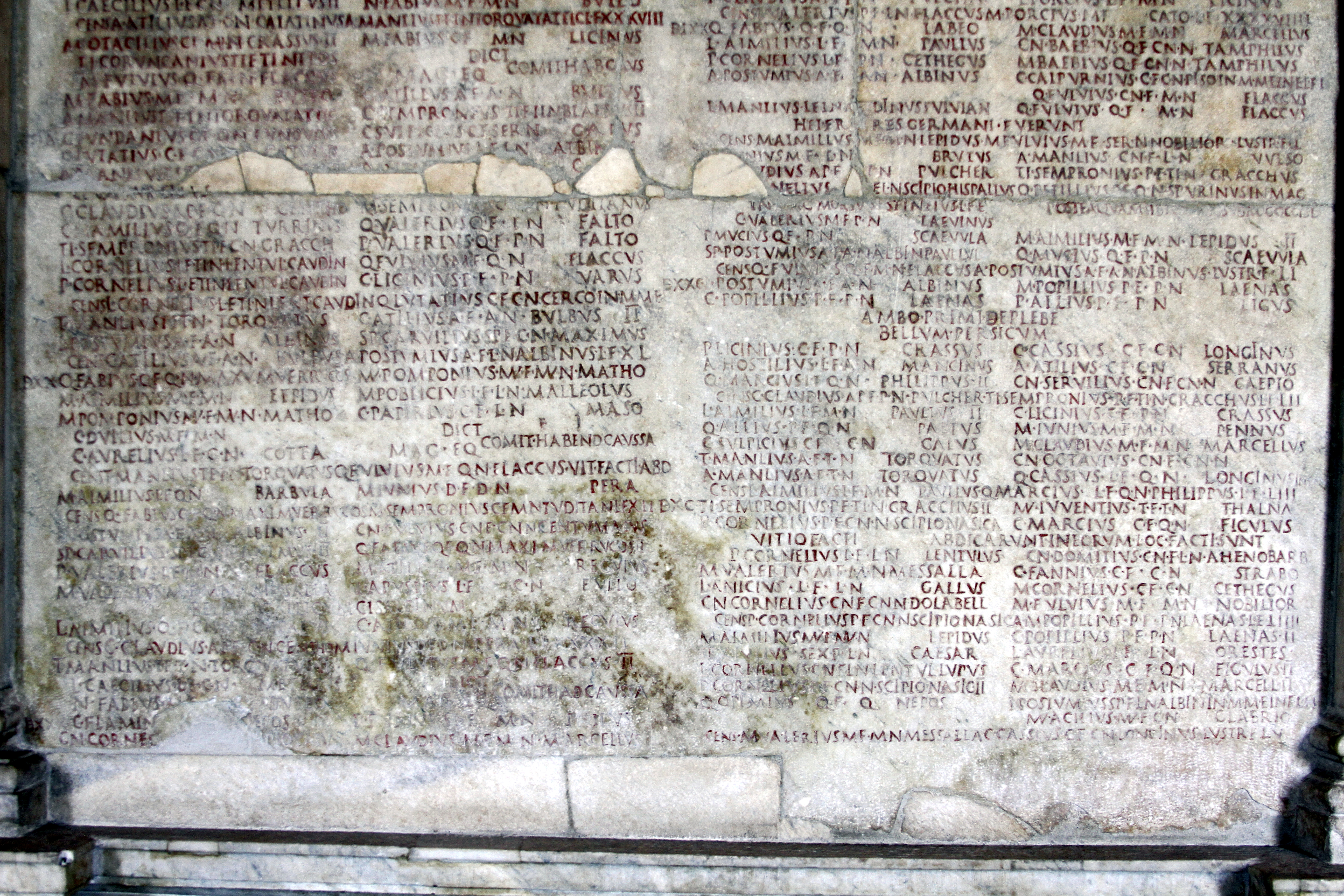
Detalle del Fasti Consularii (calendario que contaba los años basado en los nombres de los cónsules que habían ejercido el cargo), ubicado originalmente en el foro romano (en la actualidad, en los Museos Capitolinos).

El calendario romano fue el primer sistema para dividir el tiempo en la Antigua Roma. Según la tradición mítica, el calendario romano fue creado por uno de sus dos primeros reyes, Rómulo. 
El primitivo calendario romano fijaba la duración de los meses en 29 días, 12 horas y 44 minutos con meses lunares de 29 o 30 días. El mes era la fracción mayor y el día la menor, aunque después se dividió en horas. 
Los romanos consideraban que el día se iniciaba a medianoche. Al establecerse el año le fijaron una duración de 10 meses (sistema decimal), pero más tarde, por influencia griega, se pasó al año de 12 meses, con 368 días y ¾ de otro, con meses de 30 y 29 días alternativamente, y cada dos años un año con 13 meses, ajustándose progresivamente el sistema suprimiéndose o agregándose días. Así se estableció un año que comenzaba en primavera (en el mes dedicado al dios de la guerra Marte, o sea el mes martius = 'marzo'), luego seguía el mes que se abre (aprilis = 'abril'), el del crecimiento (maius = 'mayo') y el del florecimiento (junius = junio). Luego los meses seguían por orden del quinto al décimo: quintilis (julio), sextilis (agosto), septembris (septiembre), octobris (octubre), novembris (noviembre) y decembris (diciembre); seguía el mes de apertura de los trabajos agrícolas (januarius = enero) y el mes de las purificaciones (februarius = febrero). Si se añadía otro mes, este no tenía nombre pero se le llamaba mercedonius por estar consagrado a la paga.
Con los progresivos reajustes se fijaron meses de 31 días (marzo, mayo, julio y octubre), de 28 días (febrero, que cada cuatro años tenía 29 días) y de 29 días (los demás), intercalándose un mes de 27 días cada dos años. Así el primer y el tercer año del ciclo tenían 355 días cada uno; el segundo año 383 días; y el cuarto año 382 días, o sea en total 1474 días. Cada mes se dividía en semanas de entre 4 y 9 días: la segunda y cuarta semana del mes eran de 8 días, la tercera de 9 días (salvo en febrero que eran 8 y en el intercalar que eran 7) y la primera semana era de 6 días en los meses de 31 y de 4 en los demás. El anuncio de la duración de la primera semana se llamaba anuncio de las calendas, a las semanas de nueve días el noveno día se llamaba nonae o nonas y al primer día de la tercera semana se le llamaba idus (o ides). A cada periodo de cinco años se le llamaba lustro, debido a que se hacían sacrificios (lustrum) el año después de la revisión del censo que era cada cuatro años.
Fue utilizado hasta el 46 a. C., año en el que Julio César, que en ese momento era dictador y Pontifex Maximus, decretó una reforma en el calendario, asesorado por el griego Sosígenes de Alejandría, creando el calendario juliano.

## Antecedentes
Originariamente, muchas culturas antiguas utilizaban el calendario lunar para contar el tiempo. Los pueblos itálicos primitivos tenían diferentes calendarios lunares, cada uno con su propio número de meses, su propia duración del año y de los meses; por ejemplo, los habitantes de Alba Longa tenían un calendario de 10 meses, de 18 a 36 días cada mes; los de Lavinia tenían otro de 374 días distribuido en 13 meses; los etruscos tenían meses basados en la luna llena. Estos calendarios tenían una base lunar, el comienzo de los meses solía marcarse con la aparición de la luna nueva.

## Calendario de Rómulo
Según la tradición, el calendario romano fue creado durante el reinado de Rómulo, mítico fundador de Roma. Comprendía diez meses lunares. Entre el fin del último mes y el comienzo del año siguiente había un período que no correspondía a ningún mes, dado que era el periodo en que no había labores agrícolas ni actividad militar (es invierno en el hemisferio norte). Este período se dedicaba en parte a ritos de purificación colectiva en la transición de un año a otro; era una especie de "tiempo muerto". El calendario, por tanto, duraba alrededor de 304 días. El equinoccio de primavera se situaba en el primer mes.

### Nombres de los meses
Los primeros meses se denominaron con un nombre derivado de la divinidad o culto al que estaban consagrados. El resto era nombrado solo por el orden que le corresponde. En años posteriores, varios reformadores cambiarán el nombre de alguno de estos últimos. 
| #  | Mes        | Duración | |
| -- | ---------- | -------- | --- |
| 1  | Martius    | 31 días  | En honor a Marte, padre de los fundadores míticos de Roma, Rómulo y Remo. Era el protector del hombre romano, como agricultor y como soldado: las dos actividades tenían su comienzo en esta época del año.                                                                |
| 2  | Aprilis    | 30 días  | Una hipótesis dice que estaba consagrado a Venus, Apru en etrusco. Otra hipótesis se refiere a la llegada de la primavera, estación en que se abren (aperire) las flores.[cita requerida]                                                                                  |
| 3  | Maius      | 31 días  | Algunos afirman que estaba dedicado a la diosa Maya, madre de Mercurio. Maia se encargaba de la fertilidad agrícola, a la que los romanos la llamaban Bona Dea, y su fiesta se celebraba este mes. Otros atribuyen el mes a la veneración de los antepasados, los maiores. |
| 4  | Iunius     | 30 días  | Consagrado a Juno (Iuno), la reina de los dioses, protectora del hogar, de los matrimonios y de las mujeres. También existe otra posible dedicación a los descendientes, los iuniores.                                                                                     |
| 5  | Quintilis  | 31 días  | Llamado así por ser el quinto mes (quinque: cinco). |
| 6  | Sextilis   | 30 días  | Mes sexto (sex: seis). |
| 7  | Septembris | 30 días  | mes séptimo (septem: siete). |
| 8  | Octobris   | 31 días  | mes octavo (octo: ocho). |
| 9  | Novembris  | 30 días  | mes noveno (novem: nueve). |
| 10 | Decembris  | 30 días  | mes décimo (decem: diez). |

## Reforma de Numa Pompilio

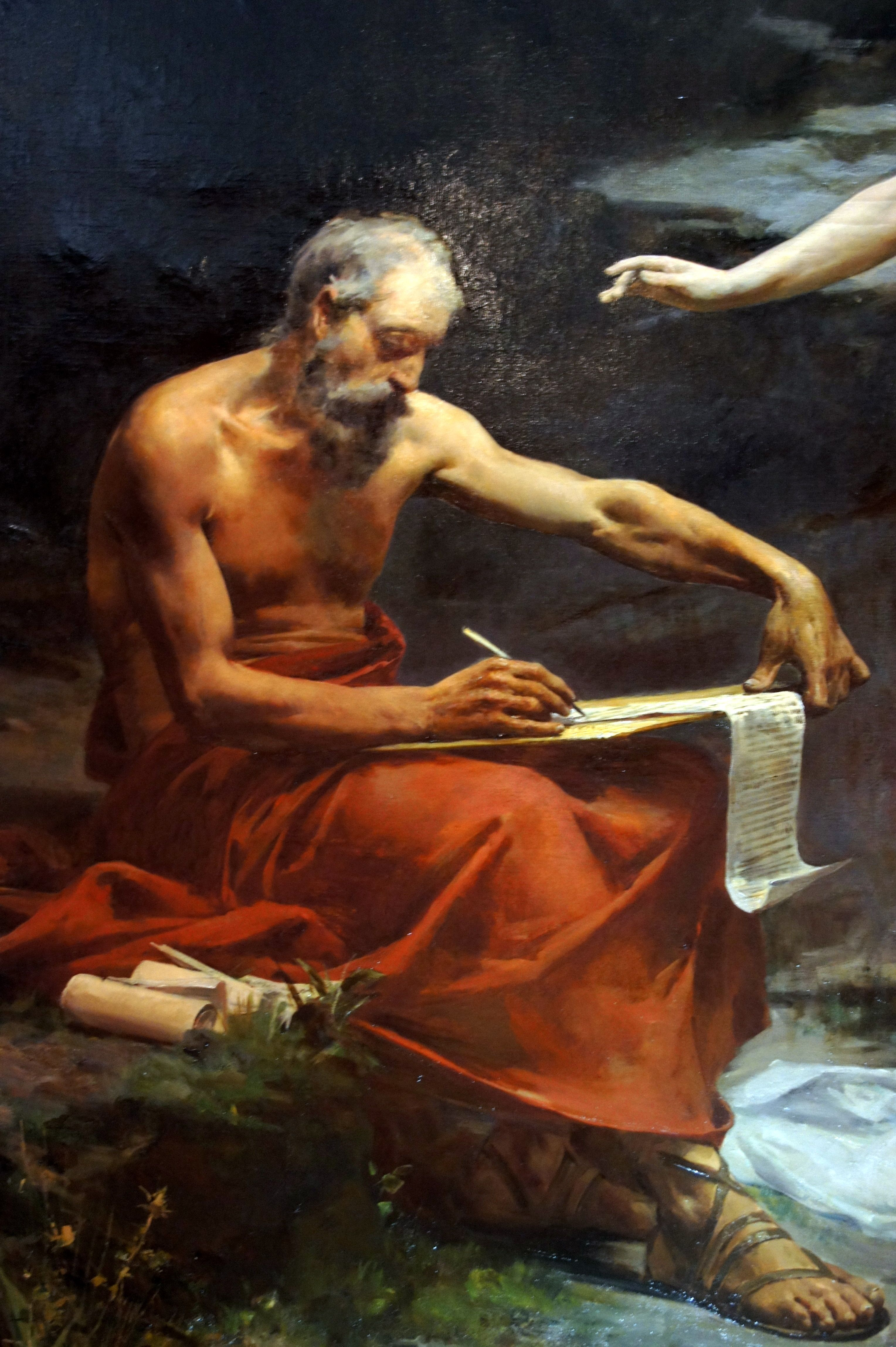
Numa Pompilio copiando las leyes de Roma, dictadas por la ninfa Egeria, según un cuadro de Ulpiano Checa (1886). Numa también habría reformado el calendario, según el historiador romano Tito Livio.

El calendario fue reformado a partir de la época etrusca (siglos VII-VI a. C.), aunque los historiadores romanos de la época atribuían la reforma al rey Numa Pompilio, segundo rey de Roma (716 a. C. a 674 a. C.). 
En esta reforma, se modificó la duración de los meses para que duraran 29 y 31 días alternativamente (para los romanos, los números pares traían mala suerte) y se añadieron dos meses adicionales después de diciembre: Ianuarius y Februarius. Así el año pasó a durar 355 días.
La tradición de empezar el año en marzo continuaba hasta el siglo ii a. C., tanto en el aspecto político, con la toma de posesión de las magistraturas anuales, como en el militar, dando inicio a las campañas bélicas. Desde 153 a. C. se cambió el ciclo lunar por el ciclo solar. De aquí que, dado que el año natural empezaba y acababa en el solsticio de invierno, a finales de diciembre, el calendario pasó a comenzar en enero. A pesar de este cambio, los meses conservaron sus nombres anteriores. Por lo tanto el septembris (según el nombre el séptimo mes) se convirtió en el noveno mes.
| #  | Mes        | Duración | |
| -- | ---------- | -------- | --- |
| 1  | Ianuarius  | 29 días  | En honor al dios latino Jano, a quien se acudía en los inicios de todas las actividades. También le estaba dedicado el primer día de cada mes. |
| 2  | Februarius | 28 días  | Dedicado a Februus (más conocido por el nombre de Plutón), dios de las ceremonias de purificación que se llevaban a cabo en este mes para expiar las culpas y faltas cometidas a lo largo del año que acababa, y para comenzar el nuevo con buenos augurios. |
| 3  | Martius    | 31 días  | |
| 4  | Aprilis    | 29 días  | |
| 5  | Maius      | 31 días  | |
| 6  | Iunius     | 29 días  | |
| 7  | Quintilis  | 31 días  | Después del asesinato de Julio César en el 44 a. C. se cambió el nombre de Quintilis por el de Iulius (Julio), en su honor. |
| 8  | Sextilis   | 29 días  | El año 24 antes de nuestra era, Octavio Augusto decidió darle su nombre y desde entonces Sextilis se llamó Augustus (Agosto). |
| 9  | Septembris | 29 días  | |
| 10 | Octobris   | 31 días  | |
| 11 | Novembris  | 29 días  | |
| 12 | Decembris  | 29 días  | |

Como después de la reforma de Numa Pompilio las cosas no se arreglaron, ya que seguía el calendario lunar oficial desfasado con el curso estacional, basado en el ciclo solar, se optó por añadir cada cuatro años dos meses, uno de 22 y otro de 23 días, denominados mercedonios, o intercalares.

En primer lugar, dividió el año en doce meses, correspondientes a las revoluciones de la Luna. Pero como la Luna no completa treinta días de cada mes, y así hay menos días en el año lunar que en los medidos por el curso del sol, interpoló meses intercalares y los dispuso de modo que cada vigésimo año los días deberían coincidir con la misma posición del sol al empezar, quedando así completos los veinte años. También estableció una distinción entre los días en que se podrían efectuar los negocios jurídicos [dies fasti] y aquellos en los que no se podía [dies nefasti], porque a veces sería aconsejable que el pueblo no efectuase transacciones.
TITO LIVIO, Ab Urbe condita.

El complicado sistema de ajuste de los meses para que los años se ajustasen al ciclo solar era controlado por el Colegio de Pontífices, pero nunca se solucionó satisfactoriamente ese desfase. 
Los romanos distinguían cuatro estaciones, denominadas: ver (primavera), aestas (verano), autumnus (otoño) e hiems (invierno).

## Cuenta de los años

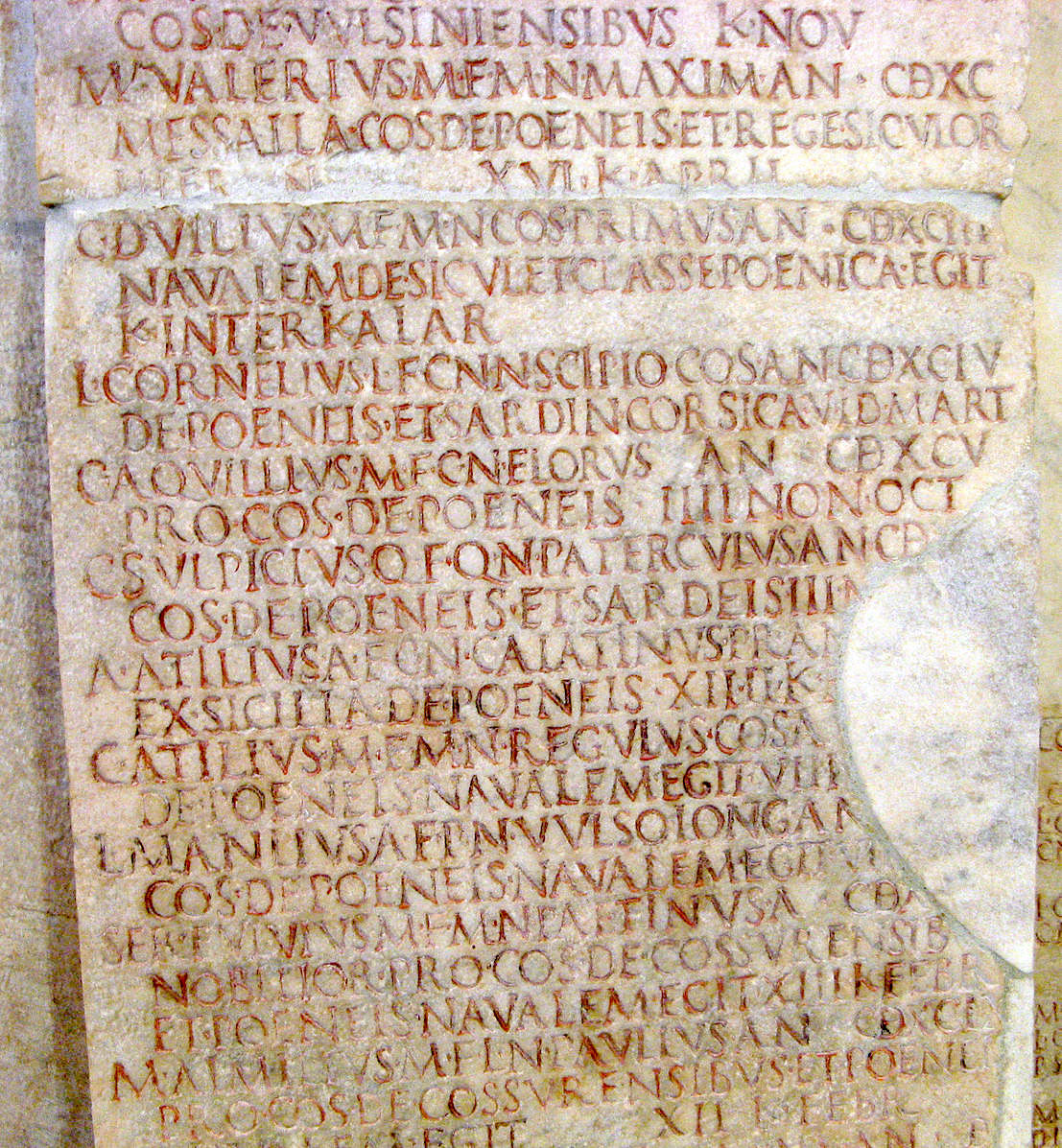
Fragmento de los Fasti triumphales, relativos a la primera guerra púnica.

Para fijar el año de un acontecimiento había diferentes sistemas que son los siguientes:
- Fijarlo a partir del comienzo de la era romana, que tenía como año 1 el de la fundación de la ciudad. En este método los romanos escribían ab Urbe condita (a.U.c.) tras el numeral del año.
- A partir del comienzo de la época de la República, con la instauración del consulado. Este sistema consistía en indicar la fecha mediante los nombres de los cónsules de ese año. Por eso, en una de las paredes del templo de Júpiter en el Capitolio se fijaba cada año un clavo, y al lado se inscribía el nombre de los cónsules; existía también una lista de los cónsules anuales, llamada fastos consulares.
- El sistema menos frecuente era el conocido como "era republicana", que tomaba como año 1 el de la expulsión de los reyes (post reges exactos), es decir, el 509 a. C.

De este modo, se podían indicar los años de tres maneras. Por ejemplo, el año del consulado de Cicerón y de la conjuración de Catilina (63 a. C.) podía expresarse de las siguientes maneras: DCXC ab Urbe condita (año 690 de la fundación de Roma); M. Tulio, C. Antonio consulibus (año en que fueron cónsules Marco Tulio y Cayo Antonio); y CDXLVI post reges exactos (año 446 tras la expulsión de los reyes).

## Denominación de los días

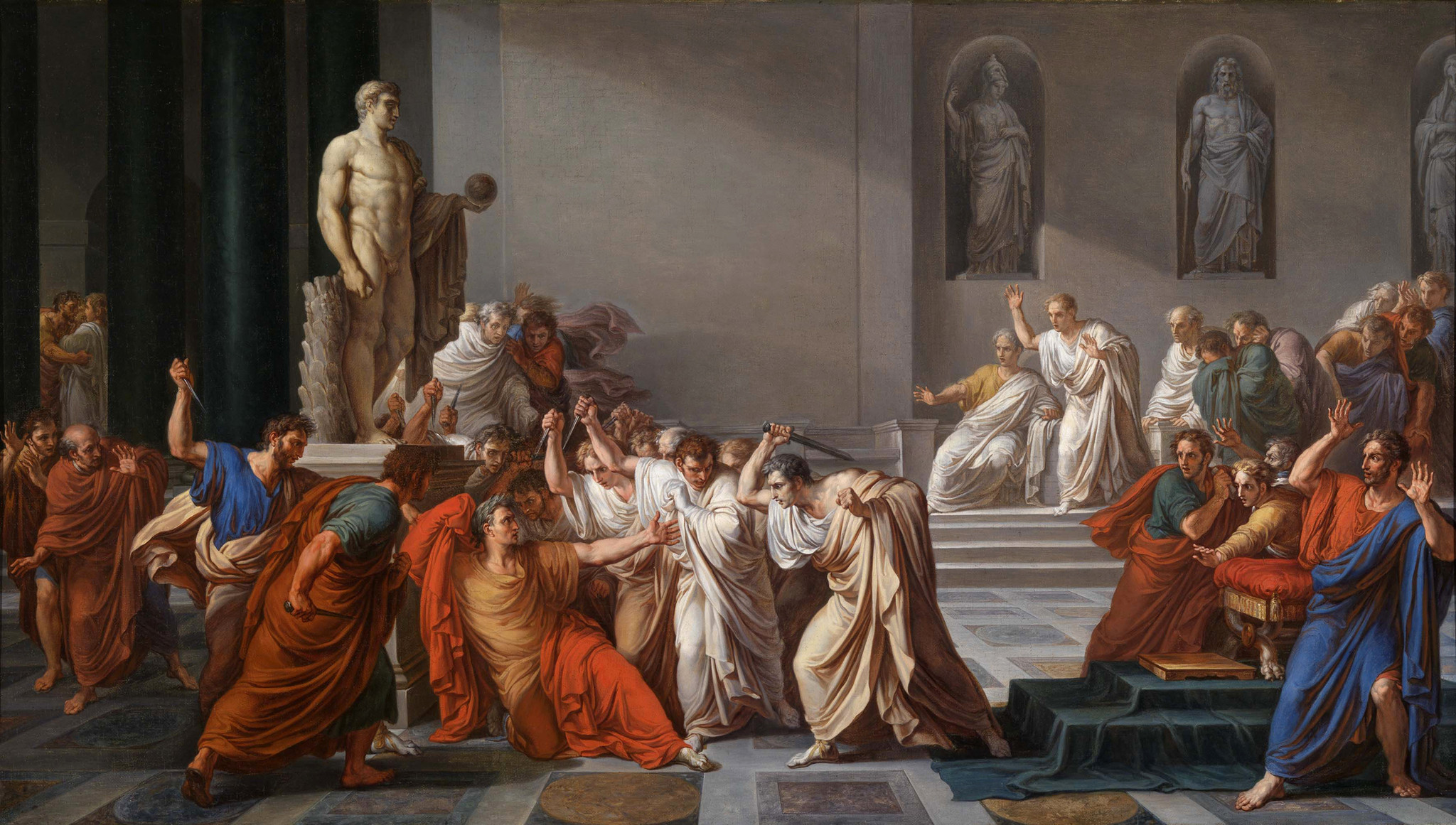
La muerte de César (Vincenzo Camuccini, 1804). Julio César fue asesinado en los Idus de marzo, es decir, el día 15 de marzo.

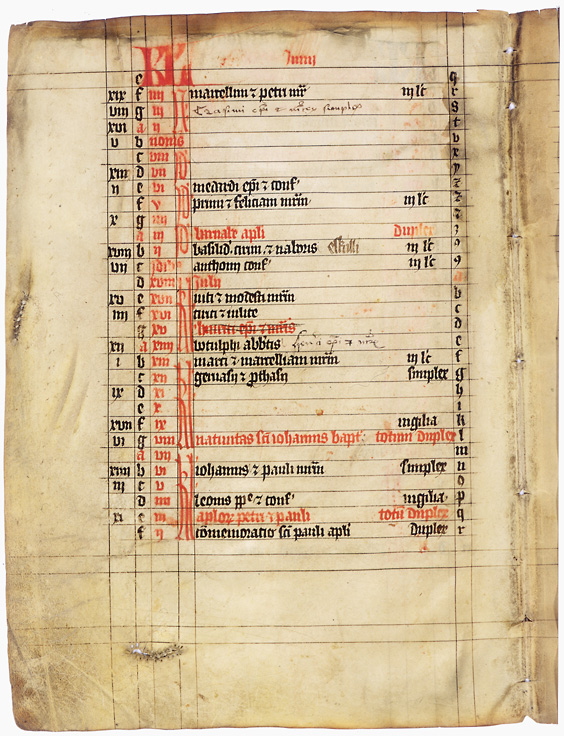
Calendario de misal medieval del mes de junio, usando el calendario romano.

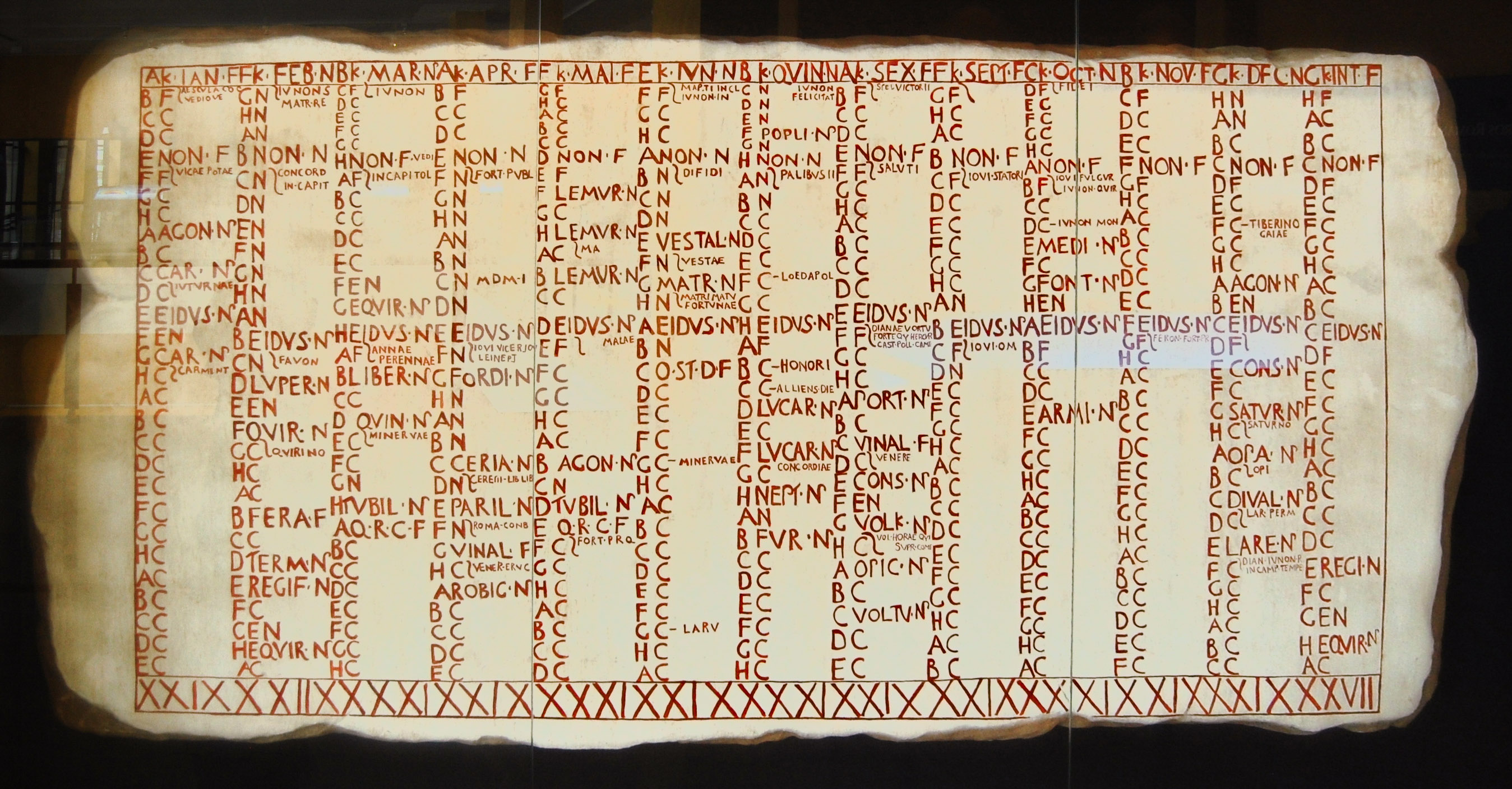
Reproducción del Calendario de Anzio (Fasti Antiates) del 84-55 a. C., expuesto en el Museo del Teatro de Caesaraugusta (Zaragoza).

Para indicar los días del mes, los romanos tenían un sistema muy complicado, heredado de la época del calendario lunar primitivo. No numeraban los días del 1 al 31, sino que en cada mes había tres días clave:
- Las calendas (kalendae, -arum) eran el primer día de cada mes, que debió coincidir en principio con la luna nueva. De esta palabra deriva «calendario».

- Las nonas (nonae, -arum) eran el día 5 de cada mes, excepto en marzo, mayo, julio y octubre, en los cuales las nonas eran el día 7. Era una fecha intermedia, ocho días antes de los idus, y se denominaban nonae porque era el noveno día contando el de los idus.

- Los idus (idus, -uum) eran el día 13 de cada mes, excepto en marzo, mayo, julio y octubre, en los que eran el día 15. Por tanto, era una fecha móvil y se correspondía con la luna llena.

Si querían indicar una de estas tres fechas fijas, la ponían en ablativo junto con el adjetivo del mes correspondiente:
Kalendis Ianuariis, en las calendas de enero (1 de enero),
Nonis Octobribus, en las nonas de octubre (7 de octubre).
Si se trataba de indicar el día anterior o posterior de las tres fechas anteriores, se ponía el adverbio pridie o postridie seguido de la fecha y del adjetivo correspondiente del mes en acusativo. Por ejemplo:
Pridie Nonas Ianuarias, la víspera de las nonas de enero (4 de enero),
Postridie Idus Octobres, el día siguiente a los idus de octubre (16 de octubre).
Si se trataba de cualquier otra fecha, se contaban los días que faltaban para llegar hasta el más próximo de las tres fechas fijas y se colocaba la expresión ante diem, seguida del número de días contado (expresado en numeral ordinal o en números romanos), del nombre de la fecha fija con la que se relacionaba, y del adjetivo del mes de esta última, todos ellos en acusativo. Para hacer la cuenta también se sumaba el día de la fecha fija. Por ejemplo:
Ante diem sextum Kalendas Martias, el sexto día antes de las calendas de marzo (24 de febrero).
Ante diem tertium Kalendas Apriles (30 de marzo) En abreviatura se escribiría: a.d. III kal. apr.
| enero agosto diciembre | marzo mayo julio octubre | abril junio septiembre noviembre | febrero   | febrero años bisiestos | día del calendario actual |
| ---------------------- | ------------------------ | -------------------------------- | --------- | ---------------------- | ------------------------- |
| Kal.                   | Kal.                     | Kal.                             | Kal.      | Kal.                   | 1                         |
| IV Non.                | VI Non.                  | IV Non.                          | IV Non.   | IV Non.                | 2                         |
| III Non.               | V Non.                   | III Non.                         | III Non.  | III Non.               | 3                         |
| II Non.                | IV Non.                  | II Non.                          | II Non.   | II Non.                | 4                         |
| Non.                   | III Non.                 | Non.                             | Non.      | Non.                   | 5                         |
| VIII Id.               | II Non.                  | VIII Id.                         | VIII Id.  | VIII Id.               | 6                         |
| VII Id.                | Non.                     | VII Id.                          | VII Id.   | VII Id.                | 7                         |
| VI Id.                 | VIII Id.                 | VI Id.                           | VI Id.    | VI Id.                 | 8                         |
| V Id.                  | VII Id.                  | V Id.                            | V Id.     | V Id.                  | 9                         |
| IV Id.                 | VI Id.                   | IV Id.                           | IV Id.    | IV Id.                 | 10                        |
| III Id.                | V Id.                    | III Id.                          | III Id.   | III Id.                | 11                        |
| II Id.                 | IV Id.                   | II Id.                           | II Id.    | II Id.                 | 12                        |
| Id.                    | III Id.                  | Id.                              | Id.       | Id.                    | 13                        |
| XIX Kal.               | II Id.                   | XVIII Kal.                       | XVI Kal.  | XVI Kal.               | 14                        |
| XVIII Kal.             | Id.                      | XVII Kal.                        | XV Kal.   | XV Kal.                | 15                        |
| XVII Kal.              | XVII Kal.                | XVI Kal.                         | XIV Kal.  | XIV Kal.               | 16                        |
| XVI Kal.               | XVI Kal.                 | XV Kal.                          | XIII Kal. | XIII Kal.              | 17                        |
| XV Kal.                | XV Kal.                  | XIV Kal.                         | XII Kal.  | XII Kal.               | 18                        |
| XIV Kal.               | XIV Kal.                 | XIII Kal.                        | XI Kal.   | XI Kal.                | 19                        |
| XIII Kal.              | XIII Kal.                | XII Kal.                         | X Kal.    | X Kal.                 | 20                        |
| XII Kal.               | XII Kal.                 | XI Kal.                          | IX Kal.   | IX Kal.                | 21                        |
| XI Kal.                | XI Kal.                  | X Kal.                           | VIII Kal. | VIII Kal.              | 22                        |
| X Kal.                 | X Kal.                   | IX Kal.                          | VII Kal.  | VII Kal.               | 23                        |
| IX Kal.                | IX Kal.                  | VIII Kal.                        | VI Kal.   | VI Kal.                | 24                        |
| VIII Kal.              | VIII Kal.                | VII Kal.                         | V Kal.    | V Kal.                 | 25                        |
| VII Kal.               | VII Kal.                 | VI Kal.                          | IV Kal.   | IV Kal.                | 26                        |
| VI Kal.                | VI Kal.                  | V Kal.                           | III Kal.  | III Kal.               | 27                        |
| V Kal.                 | V Kal.                   | IV Kal.                          | II Kal.   | II Kal.                | 28                        |
| IV Kal.                | IV Kal.                  | III Kal.                         |           | I Kal.                 | 29                        |
| III Kal.               | III Kal.                 | II Kal.                          |           |                        | 30                        |
| II Kal.                | II Kal.                  |                                  |           |                        | 31                        |

#### Dies fastiyDies nefasti
En el calendario también se marcaban los días que eran no hábiles por motivos religiosos para reunir al pueblo en asamblea o para celebrar juicios. Estos días aparecían en el calendario como nefasti (n); eran casi la tercera parte de los días del año durante la época de la República. En la época imperial, estos llegaron a ser la mitad de los días del año. El resto eran los llamados dies fasti (f), o hábiles. Algunos eran nefasti solo a efectos judiciales, y se podían reunir las asambleas (comitias), por lo que se llamaban comitiales. Otros días de significación intermedia, en los que solo algunas cosas estaban prohibidas, eran los dies intercisi.

Fas indica lo lícito y nefas lo ilícito (…) En correspondencia con este significado se denominarán dies fasti aquellos en los que es lícita toda actividad humana y dies nefasti los que implican la suspensión de algunas actividades
García Sánchez, J.

#### Días festivos

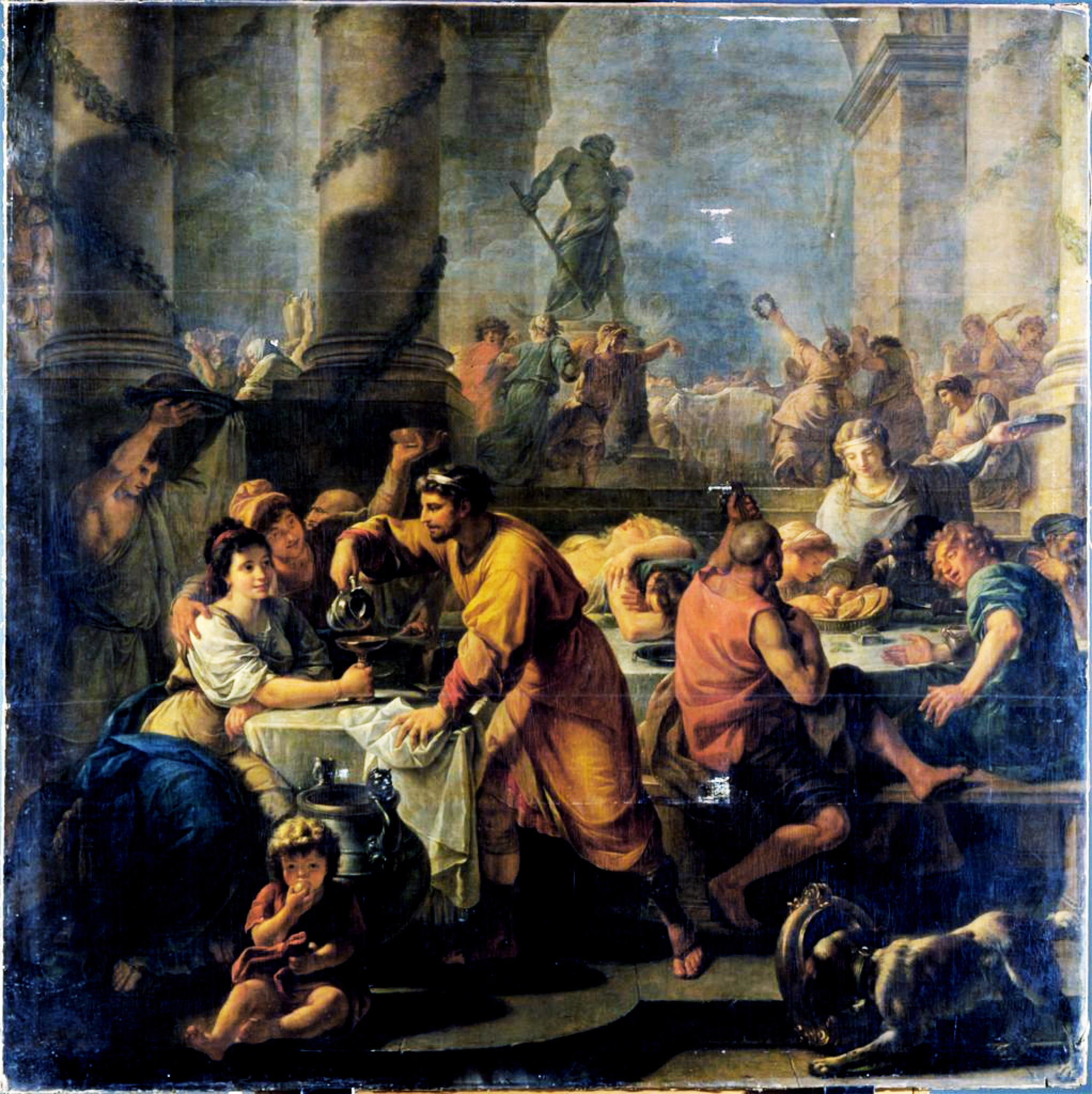
Saturnalia (Antoine-François Callet, 1783). Las Saturnales era una de las principales fiestas de la Antigua Roma. Se celebraban del 17 al 25 de diciembre.

Cada ocho días figuraba uno de descanso (nundinae); era el día de mercado, aprovechado para cuestiones oficiales, para ir a las termas, visitar a los amigos, etc. 
A estos días se le añadían los de las grandes fiestas religiosas (feriae) y los de ludi o juegos cívico-religiosos, que llegaban a durar varios días (y también aumentaron en la época imperial).
Las vacaciones escolares coincidían casi con las actuales: las de verano del 1 de julio al 15 de octubre, y dos más cortas, en marzo por las fiestas de honor a Minerva, diosa de la sabiduría, y en diciembre, por las Saturnales, del 17 al 25.

## Denominación de las horas
Los romanos no dividían el día en 24 horas o en 24 partes iguales durante todo el año.
Repartían el tiempo de luz (el día) en doce horas. De esta manera, en verano, las horas resultaban más largas que en invierno. Para medir las horas, utilizaban relojes de sol (horologium, v. reloj de sol), y más raramente de agua (clepsydra, v. clepsidra).
Inicialmente, se dividía el día y la noche de acuerdo con las manifestaciones visibles de la naturaleza, así:
- Media nox: la medianoche.
- Inclinatio mediae noctis: declinación de la medianoche.
- Gallicinium, o Gallicantus: el canto del gallo.
- Conticinium: el momento en que el gallo deja de cantar.
- Diluculum: el principio del alba, o la madrugada. Aparición de la Aurora, anunciada por el dios romano Lucifer.
- Dies clarus et Mane: la mañana.
- Antemeridianum tempus: tiempo antes del mediodía.
- Meridies: Mediodía.
- Postmeridianum tempus: tiempo después del mediodía. Primeras horas de la tarde.
- Serum, Sero o Vespera: La tarde propiamente dicha, a la cual seguía la Noctifer de Catulo, esto es, la hora avanzada hasta el ocaso del Sol.
- Solis occasus, o Tempus occiduum: el ocaso del Sol.
- Crepusculum vespertinum: el crepúsculo hasta el anochecer.
- Prima fax, o Primae tenebrae: hora de encender las luces.
- Concubium noctis, o Concubia nox: el tiempo de dormir.
- Inclinatio ad mediam noctem: el tiempo que precede a la medianoche.
- Intempesta nox, o Silentium noctis: el silencio de la medianoche.

Posteriormente, las horas se expresaron con números ordinales: hora prima, hora secunda, hora tertia, etc. La hora prima era la primera del día, la del amanecer. La hora que marcaba el final del día, la puesta de sol, era la hora duodécima. De la hora sexta, que marcaba el mediodía, procede la palabra siesta.
La noche se dividía en cuatro partes denominadas vigilia: prima vigilia, secunda vigilia, etc. Tenían una duración diferente según fuera la época del año.
Esta distribución en cuatro partes y el propio nombre guardaban relación con los turnos de vigilancia de los campamentos militares. También las unidades de bomberos de Roma, de carácter militar, se denominaban vigiles: cohortes vigilum.